# Ночной дозор (картина)
«Ночно́й дозо́р» (нидерл. Nachtwacht) — название, под которым известна знаменитая картина Рембрандта «Выступление стрелковой роты капитана Франса Баннинга Кока и лейтенанта Виллема ван Рёйтенбюрга». Картина написана в 1642 году. Это одна из самых известных и самая большая (379,5 × 453,5 см) картина «золотого века» голландской живописи. Экспонируется в отдельном зале Рейксмюсеума в Амстердаме.

## История картины
Картина была заказана в 1639 году капитаном Франсом Баннингом Коком и семнадцатью его кловенирами (Kloveniers), членами отряда Стрелкового общества гражданского ополчения Нидерландов. Восемнадцать имён заказчиков начертаны на щите, добавленном в 1715 году в правой части картины. Всего изображено 34 персонажа (наёмный барабанщик был добавлен к картине бесплатно). Рембрандту заплатили за картину 1600 гульденов (каждый заказчик заплатил по сотне), что по тем временам было большой суммой. Это была одна из семи картин, заказанных разным художникам ротами стрелков (нидерл. Schuttersstuk), пожелавшими украсить своими групповыми портретами недавно построенное здание «Зала встреч» (Kloveniersdoelen) стрелков-ополченцев в Амстердаме.
Историки предполагают, что поводом для заказа Рембрандту и другим художникам групповых портретов стал визит в Амстердам в 1638 году французской королевы Марии Медичи. Несмотря на то что королева вынуждена была бежать из Франции, её прибытие было встречено с большим энтузиазмом.
Картину Рембрандта вначале поместили в «Большом зале» (Groote Zaal) или «Доме встреч» (Kloveniersdoelen) стрелков-ополченцев в Амстердаме. В 1715 году картину перенесли в здание городской Ратуши, из-за чего она была обрезана с трёх сторон. Предположительно, это было сделано для того, чтобы картина поместилась между двумя колоннами. Обрезка картин была обычной практикой того времени. Это изменение привело к потере двух персонажей с левой стороны, верхней части арки, балюстрады и края ступеньки. Сохранилась копия картины XVII века живописца Геррита Люнденса (хранится в Лондонской Национальной галерее), по которой можно судить об утраченной части картины.
Когда Наполеон Бонапарт в 1806 году оккупировал Нидерланды, магистраты переместили картину в Триппенхёйс (здание семьи оружейников в Амстердаме). Наполеон приказал вернуть картину, но после того, как в 1813 году оккупация закончилась, произведение Рембрандта снова поместили в Триппенхёйс, где разместилась Голландская академия наук. Картина оставалась там до тех пор, пока не переехала в новый Рейксмюсеум, после того как его строительство было закончено в 1885 году.
В сентябре 1939 года с началом Второй мировой войны картину вынули из рамы, свернули в рулон и вывезли, но она попала в руки нацистов. Некоторое время находилась в свёрнутом виде в специальном хранилище, устроенном в пещерах горы Св. Петра (Mount Saint Peter) в Маастрихте. После окончания войны полотно было отреставрировано и возвращено в Рейксмюсеум.
Когда в апреле 2013 года был завершён ремонт помещений музея, картина после пребывания в разных помещениях была помещена в специальный «Зал Ночного дозора» (Nachtwachtzaal). На протяжении большей части своего существования картина была покрыта тёмным лаком, что создавало неверное впечатление, будто на ней изображена ночная сцена, что и привело к названию, под которым она теперь широко известна. В июле 2019 года началась долгая и кропотливая реставрация. Она проходила публично, в специально построенном стеклянном футляре, размещённом в музее, и транслировалась в прямом эфире.
В 2021 году картину в течение трёх месяцев демонстрировали посетителям с воссозданными фрагментами: как она выглядела до обрезки, с использованием алгоритма искусственного интеллекта (ИИ), основанного на копии Люнденса.

## Вандализм
Картина трижды подвергалась порче и попыткам уничтожения. 13 января 1911 года безработный, бывший шеф-повар военно-морского флота, попытался разрезать картину сапожным ножом, протестуя против невозможности найти работу. Однако толстый слой лака в тот раз защитил картину от серьёзных повреждений.
14 сентября 1975 года безработный школьный учитель Вильгельм де Рийк «атаковал картину» с ножом и нанёс несколько крупных зигзагообразных порезов длиной до 30 см. Де Рийк, страдавший психическим заболеванием, утверждал, что «сделал это для Господа» и что ему «было приказано это сделать». Картина была успешно восстановлена через четыре года, но некоторые следы повреждений всё ещё видны вблизи. Де Рийк покончил жизнь самоубийством в апреле 1976 года, прежде чем ему могли быть предъявлены обвинения.
6 апреля 1990 года сбежавший пациент психиатрической больницы обрызгал кислотой картину из скрытого флакона. Вмешались охранники, схватили вандала и облили холст водой. В конечном итоге кислота проникла только в слой лака картины, и картина была полностью восстановлена.

## Композиция картины и загадка её названия
Подробный анализ картины, её описание и личные впечатления от «Ночного дозора» изложил Эжен Фромантен, посвятив картине отдельную главу в своей знаменитой книге «Старые мастера» (1876). Французский живописец и писатель начал свои рассуждения довольно парадоксально: 

 «Ночной дозор» лишён всякого обаяния: это беспримерный случай среди действительно прекрасных произведений живописи. «Ночной дозор» удивляет, смущает, заставляет уважать себя, но он совершенно лишён той вкрадчивой прелести, которая нас с первого взгляда покоряет. Почти всегда «Ночной дозор» при первом знакомстве разочаровывает. Прежде всего картина противоречит логике и привычной прямолинейности нашего глаза, любящего ясные формы, легко читаемый, сформулированный чётко замысел… Если вы всмотритесь в «Ночной дозор», то заметите, что из-за несколько рискованного размещения фигур на холсте две первые фигуры картины, стоящие в плоскости рамы, почти не отступают вглубь, как этого требуют законы светотени и условия правильно рассчитанного эффекта… Мы не знаем, с каким намерением эти люди вышли с оружием в руках — идут ли они на стрельбище, на парад или ещё куда-нибудь. Предполагать тут глубокую тайну нет основания, и я думаю, что, если Рембрандт не постарался быть здесь более ясным, значит он этого не захотел или не сумел.
Странности картины, как проницательно заметил Фромантен, начинаются с общей композиции. Две фигуры переднего плана (капитан Франс Баннинг Кок в чёрном камзоле с красным поясом и лейтенант Виллем ван Рёйтенбюрг, одетый в жёлтое, с белым поясом) почти касаются ногами нижней границы холста и будто стоят на раме, препятствуя пространственному решению картины, что подчёркивается уплощённой моделировкой формы, которая только усиливается эффектной падающей тенью от руки капитана на фигуру лейтенанта. Дабы мотивировать эту деталь, которая магическим образом приковывает внимание зрителя, Рембрандт «освещает» картину из левого верхнего угла скрытым и необъяснимым источником света, что и было воспринято «ночным освещением». Фигуры второго ряда художник погрузил во тьму, но при этом высветил самые незначительные по смыслу детали: жабо, плюмажи отдельных фигур, а также фигурку девочки с петухом на поясе, непонятно каким образом оказавшуюся в толпе амстердамских стрелков. Мы знаем по другим произведениям выдающегося художника, как Рембрандт использовал светотень. Не следуя правдоподобию, он «окутывал» изображаемые фигуры наподобие леонардовского сфумато светом и тенью, выхватывая светом в композиционных целях те или иные детали и погружая другие в глубокую тень, создавая тем самым особое ирреальное художественное пространство.
По традиции групповых портретов каждый из заказчиков отдельно оплачивал собственное место в картине согласно своей должности и званию, что и определяло порядок размещения лиц в композиции. Художнику позволялось сочинение, но он не должен был нарушать субординацию, позу, точность костюмов, подобающие жесты и выражения лиц портретируемых соответственно их иерархии. Можно представить себе негодование заказчиков, когда они увидели, что художник почти вдвое увеличил количество изображённых лиц за счёт оплаченных заказчиками мест, смешал их ряды в кажущемся беспорядке и неясности смысла действия. «Одни люди идут, —продолжает свои рассуждения Фромантен, — другие останавливаются, один насыпает порох на полку, другой заряжает мушкет, третий стреляет, впереди барабанщик бьёт в барабан, далее — несколько театральный знаменосец и, наконец, толпа фигур, застывших в неподвижности, свойственной портретам».
Если подходить к картине с традиционными требованиями, предъявляемыми к портретному жанру, то ещё более «очевидными становятся нелепости: капитан слишком велик, у него странное, непонятное выражение лица, лейтенант в сравнении с ним кажется ребёнком с преждевременно пробившимися усами». «Всё это удивляет нас в портретисте, — замечал Фромантен, — который к 1642 году достаточно выказал своё умение… Можно сказать, что все эти портреты без рук… Всё, что они держат в руках… они держат плохо, движения рук обрываются… Каски надеты неумело, фетровые шляпы сидят на голове без всякого изящества»… Фигурка девочки с петухом «не содержит в себе ничего человеческого. Она бесцветна, почти бесформенна… не то с ребячьим, не то старушечьим лицом… Её возраст сомнителен… Но она источает слабый свет, подобный мерцанию бледного огня».
Рембрандт, создавая собственную художественную реальность, как он всегда делал, нарушил границы и специфику жанра группового портрета, отчего и произошла спутанность и неясность композиции. Возможно, этим объясняется впечатление непомерно увеличенного этюда — плоские лица, уплощённая моделировка фигур, спутанность движений, наличие пустот и тёмных «провалов», будто художник не успел или не захотел завершить столь странное произведение. Может быть, его подвёл размер или недостаток опыта в создании столь больших многофигурных картин?.. «Создавая собственную, вымышленную реальность, Рембрандт писал так, что цвет под его кистью терял материальность и уже не передавал качества изображаемых предметов, оттого и лица в „Ночном дозоре“ выглядят не живыми, не то призраками, не то манекенами; одни фигуры полностью написаны оттенками красного, другие фиолетового… Художника не интересовала предметность и материальность живописи, он окутывал свои фигуры светотенью и погружал в неё даже краски, которые теряли от этого хроматические свойства и начинали изображать мерцание света… Он умел придавать обыденному факту характер „мистического видения“».
«Загадочность» композиции, «воспетая многими поколениями любителей живописи», объясняется не выбором времени суток, в которое происходит действие, не потускневшими красками или почерневшим покрывным лаком, а «получает вполне внятное объяснение, если изначально отказаться от попыток однозначной интерпретации её сюжета, структуры и смысла и обратиться к анализу конфликта „представления — переживания“, конфликта, которым насквозь проникнута эта композиция… Слишком „сюжетная“ для портрета, она оказывается слишком „портретной“ для сюжетного действия». Её герои «своим живописно-беспорядочным расположением, своими демонстративно-энергичными жестами вполне дают понять, что не забыли о присутствии зрителя, что выступают они перед публикой». «Театральность их поведения» сразу бросается в глаза.
Нарушив границы жанра, Рембрандт переосмыслил и само понятие живописности. Однако заказчики не поняли этого, они были возмущены только тем, что их фигуры показаны не полностью, чьё-то лицо на картине заслонила чья-то рука и одна фигура закрывает другую.

## Персонажи картины
- Капитан Франс Баннинг Кок (Frans Banninck Cocq, 1605—1655) — в центре, в чёрном камзоле с красной перевязью.
- Лейтенант Виллем ван Рёйтенбюрх (William van Ruytenburch, 1600—1657) — в центре в золотистом камзоле с белой перевязью.
- Прапорщик Ян Виссер Корнелисен (Jan Visscher Cornelisen, 1610—1650) — со знаменем.
- Сержант Рейнир Энгелен (Reijnier Engelen, 1588—1651) — изображён сидящим на парапете моста.
- Сержант Ромбаут Кемп (Rombout Kemp, 1597—1653) — протягивает руку.
- Хармен Якобсен Вормскерк (Harmen Jacobsen Wormskerck, 1590—1653) — со щитом.
- Эльберт Виллемсен Сведенрийк (Elbert Willemsen Swedenrijck, 1589—1644) — стоит позади Хармена.
- Клас ван Крёйсберген (Claes van Cruijsbergen, 1613—1663) — показан справа от Эльберта.

Копейщики:
- Ян Оккерсен (Jan Ockersen 1599—1652) — в цилиндре.
- Валих Схеллингвау (Walich Schellingwou 1613—1653) — слева от колонны. В собрании Государственного Эрмитажа есть картина «Портрет молодого человека», датируемая 1641 годом, долгое время приписывавшаяся Рембрандту и снабжённая его подписью. Персонаж картины имеет явное портретное сходство с персонажем «Ночного дозора» копейщиком Валихом Схеллингвау. Позднейшие исследования доказали что подпись Рембрандта на этом портрете фальшивая, а автором картины вероятнее всего является его ученик Фердинанд Бол[17][18].
- Барент Хармансен (Barent Harmansen Bolhamer, 1589—1661) — справа от колонны.
- Паулюс Схонховен (Paulus Schoonhoven, 1595—1679) — крайний справа.

Мушкетёры:
- Ян Лейдекерс Класен (Jan Leijdeckers Claesen, 1597—1640) — дует на полку мушкета.
- Ян ван дер Хеде (Jan van der Heede, 1610—1655) — в красном.

Меченосцы:
- каптенармус Ян Адриансен Кейзер (Jan Adriaensen Keijser, 1594—1664) — между Коком и Рёйтенбюргом.
- Ян Петерсен Бронкхорст (Jan Pietersen Bronchorst, 1587 — после 1666) — за парапетом.

Барабанщик: Якоб Йорисзон (Jacob Joriszn, 1591—1646).
Ещё два персонажа располагались слева от Энгелена и были вырезаны:
- Якоб Дирксен де Рой (Jacob Dircksen de Roy, 1601—1659).
- Ян Брюгман (Jan Brughman).

## В искусстве
- Кража этой картины и её поиски — сюжет фильма «Ночной дозор» (1995) с Пирсом Броснаном в главной роли по сюжету Алистера Маклина[19].
- Истории картины посвящены фильмы Питера Гринуэя «Ночной дозор» (2007) и «Рембрандт. Я обвиняю!» (2008).
- Песня «The Night Watch» группы King Crimson из альбома Starless and Bible Black (1974) посвящена картине.
- Песня «The Shooting Company of Captain Frans B. Cocq» из альбома The Dream Sequencer (2000) голландского прогрессив-рок-проекта Ayreon исполняется от лица прапорщика со знаменем и повествует о создании картины.
- В 2005 году, к отмечаемому в 2006 году Рембрандта в Амстердаме юбилею, в бронзе были отлиты 22 персонажа картины – "Ночной дозор 3D".

Работу выполнили российские скульпторы Михаил Дронов и Александр Таратынов. 
Тщательно изучив исторические документы, они детально воспроизвели предметы одежды и вооружения. Они не стремились добиться полной фотографической 
точности персонажей и привнесли свое видение действия, происходящего на картине.
- С 2006 года до начала декабря 2008 года эта скульптурная композиция была расположена рядом с памятником Рембрандту на одноимённой площади.

В 2009 году эта композиция была перебазирована в Нью-Йорк. 
Летом 2010 года композиция экспонировалась во дворе Музея изобразительных искусств им. А. С. Пушкина, а в июне-октябре 2011 — в Ораниенбауме. 
В 2013 году эта композиция вернулась на площадь Рембрандта. 
- Работники Государственного музея в Амстердаме решили принести искусство Рембрандта поближе к людям. В апреле 2013 года они «оживили» картину «Ночной дозор», создав целый спектакль и перенесли его действие на территорию большого торгового центра[20].
- В Санкт-Петербурге в Александровском парке в Пушкине около Белой башни установлена композиция из бронзовых статуй, копирующих персонажей и композицию картины. Авторы проекта — скульпторы Михаил Дронов и Александр Таратынов[21].
- В романе Сергея Лукьяненко «Вечный Дозор» Великий Светлый маг Гесер, глава Ночного дозора Москвы, утверждает, что в левой части картины Рембрандт изобразил себя (мужчина с длинными светлыми волосами) и Гесера (усатый мужчина в шляпе) и что картина была обрезана волей самого Гесера, не желавшего, чтобы люди задавались вопросом, каким образом на свете живёт некто, не слишком изменившийся с середины XVII века. Отрезанный фрагмент висит в московской штаб-квартире Ночного дозора, в кабинете Гесера.